# Waldo L. Parra
Waldo Leonidas Parra Pizarro (Santiago de Chile, 2 de diciembre de 1965) es un abogado chileno, Ph.D. en Derecho, profesor universitario y novelista. Autor de la saga de novela histórica Masones y Libertadores.
En 2016 lanzó la primera parte de la trilogía Masones & Libertadores titulada Masones & Libertadores - El Amanecer de la República (publicada por Editorial Planeta). Más tarde, en 2017, se lanzó la segunda parte denominada Masones & Libertadores - El Secreto de la Logia. Y en 2018 se publicó la tercera parte llamada Masones & Libertadores - El Legado de Los Héroes. En 2019, publicó su novela denominada "Código Secreto - El poder oculto de los masones" (publicada bajo el sello Ediciones B de Penguin Random House Grupo Editorial). En 2021 salió a la venta su nueva novela llamada Elixir Sagrado - El Hombre es la Plaga (también publicada bajo el sello Ediciones B de Penguin Random House Grupo Editorial).
Desde el año 2000 es miembro del Instituto de Investigaciones Históricas General José Miguel Carrera y desde 2012 es miembro de la Society for Evolutionary Analysis in Law.
Actualmente es abogado integrante de la Ilustre Corte de Apelaciones de Santiago, para el período 2024-2025.

## Biografía
Waldo nació en Santiago de Chile el 2 de diciembre de 1965, hijo de Waldo y Victoria.
A una edad temprana él y su familia se mudaron a Punta Arenas. En esa ciudad, Parra estudió en el Liceo Salesiano San José.
Cuando regresó a Santiago estudió en el Liceo Alemán, después de graduarse comenzó a estudiar Derecho en la Pontificia Universidad Católica de Valparaíso. En 1996 se licenció en Ciencias Jurídicas y Sociales, en 1997 se convirtió en abogado, en 2003 obtuvo el grado de Magíster en Derecho Económico en la Universidad de Chile, en 2009 obtuvo el grado de Magíster en Ciencias Jurídicas, en 2012 su calidad de Doctor en Derecho en la Pontificia Universidad Católica de Chile y en 2011 fue Investigador Visitante (Visiting Researcher Fellow) en la Universidad de California en Santa Bárbara, Estados Unidos. Desde 2015, posee la Certificación de Prácticas Docentes Innovadoras en Educación Superior (CPI), otorgada por Academic and Professional Programs for the Americas, de la Universidad de Harvard.
Desde 2012 a 2017 fue profesor de Derecho en la Universidad de Chile. En 2018 fue profesor en la Universidad Gabriela Mistral. También ha enseñado Derecho en la Universidad de Atacama (2003-2007), Universidad Federico Santa María (2004-2008), Universidad de Santiago de Chile (2009-2010), Universidad Diego Portales (2011-2012), entre otras.
Además, fue abogado integrante de la Ilustre Corte de Apelaciones de San Miguel entre 2018 y 2019; y abogado integrante (reemplazante) del Tribunal de Cuentas de Segunda Instancia, de la Contraloría General de la República, para el período 2019-2023.

## Carrera literaria

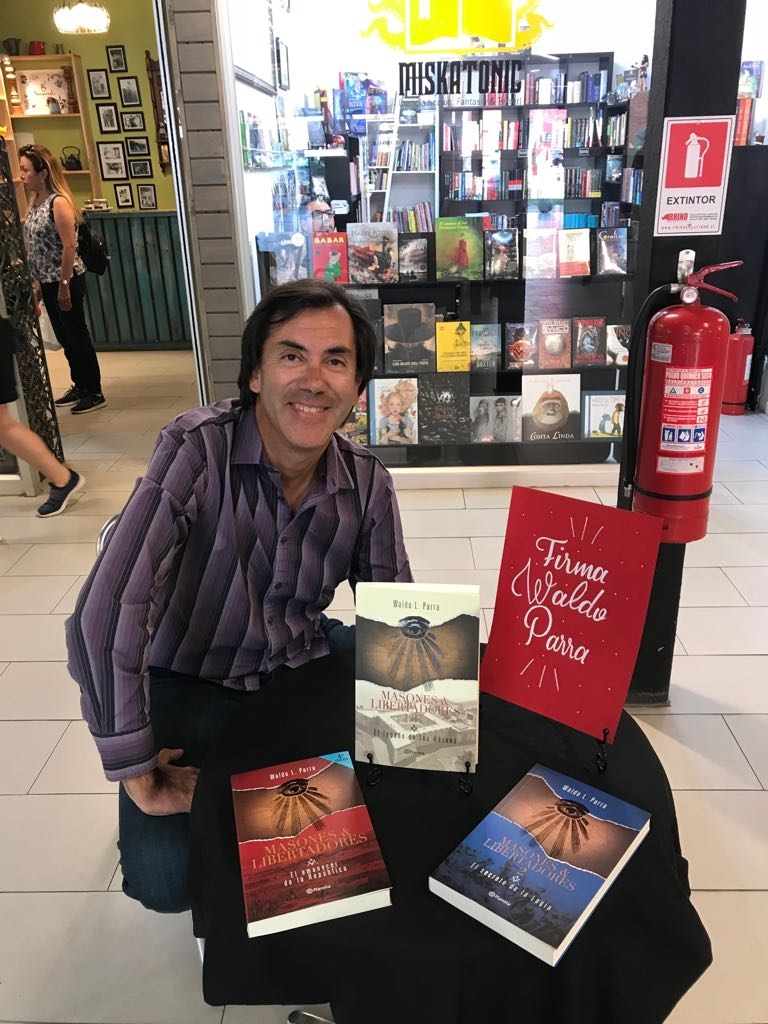
Waldo L. Parra firmando sus libros.

En 2016 publicó el primer libro de la serie Masones & Libertadores titulado "Masones & Libertadores - El amanecer de la República"
En 2017 lanzó la segunda parte llamada "Masones & Libertadores - El secreto de la Logia" y en 2018 publicó la última parte llamada "Masones y Libertadores - El legado de los Héroes". Ha estado en la Feria Internacional del Libro de Santiago (FILSA) en 2016 2017 y 2018. Ha sido invitado a las principales ferias literarias regionales, y como expositor en logias masónicas, a través de todo Chile. Sus libros están disponibles en las librerías y bibliotecas más importantes de ese país; y también en formato eBook; próximamente, también en audio libros.

## Carrera en los Medios
En 1988, mientras estudiaba la Carrera de Derecho, produjo su primer programa radial llamado "Valparaíso Pop", en la Radio Valentín Letelier. Al año siguiente, en 1989, el programa cambió su nombre a "La Hora Universitaria", entrevistando a profesores y alumnos de la Facultad de Derecho. En 2003, produjo y animó el programa "El Abogado & El Diablo", también por la emisora "Radio Valentín Letelier". En 2009, produjo y participó como panelista del programa llamado "Panorama Legal", junto a los abogados Gabriela Paiva y Gonzalo Sánchez Serrano, en la Radio Universidad de Chile. En 2013, produjo y participó como panelista del programa radial "Debate Abierto", también en la emisora de la Universidad de Chile.
En 2022 produjo el piloto de "El Lado B de la Historia", un programa por streaming, cuya primera temporada estaba programada para junio de 2023. Se trataba de un programa de conversación sobre temas no abordados por la historia oficial, con la participación del escritor Guillermo Parvex, del escritor y guionista Francisco Ortega, y del historiador Cristóbal García Huidobro más un panelista invitado. Todos, bajo la conducción de Fabio Costa. Sin embargo, el programa no prosperó. Ese mismo año, entró con conversaciones para producir "Héroes & Villanos", un programa de debate con un presentador y dos invitados que defienden un personaje histórico cada uno, pero antagónico entre ellos. El lanzamiento de su primera temporada está programada para junio de 2024.

### Literatura

#### SagaMasones & Libertadores
- Masones & Libertadores - El amanecer de la República (2016)
- Masones & Libertadores - El secreto de la Logia (2017)
- Masones y Libertadores - El legado de Los Héroes (2018)

#### SagaCódigo Secreto
- Código Secreto - El poder oculto de los Masones (2019)
- Elixir Sagrado - El Hombre es la Plaga (2021)

#### Biografías
- Rebelde - Relatos desde la Perseverancia (2017)

### Libros académicos
- Práctica Forense - Nuevo Sistema Procesal Penal. 6 Tomos (2004)
- Práctica Forense - Nuevo Sistema Procesal Penal. 6 Tomos (2011)
- El concepto de derechos fundamentales inespecíficos en el ámbito laboral chileno y la tutela jurídica de su eficacia horizontal (2013)